# مناطق حفاظت‌شده خصوصی در استرالیا

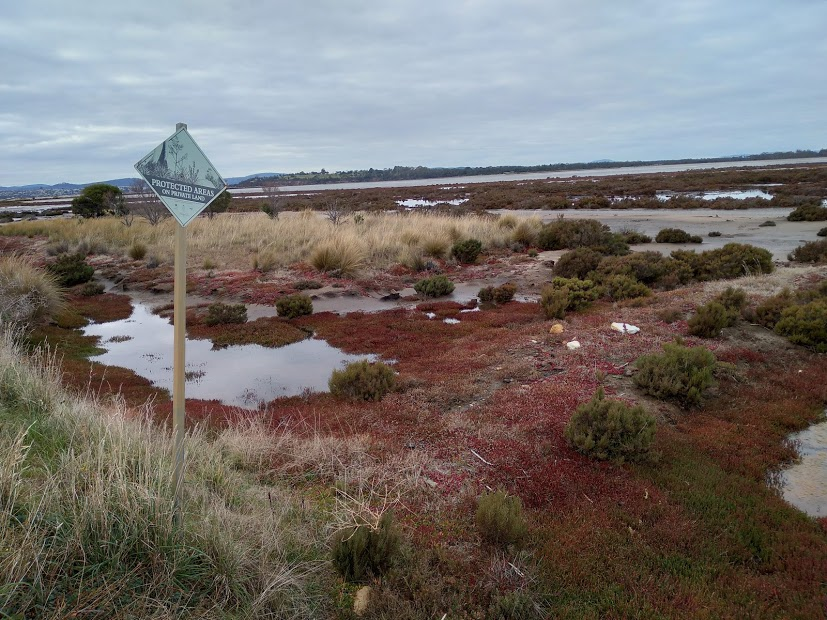
مرداب نمکی خصوصی محافظت‌شده در تاسمانی

در سال ۲۰۱۰، استرالیا استراتژی‌ای را برای حفاظت از زمین تحت سیستم ذخایر ملی تدوین کرد که «یک شبکه ملی از مناطق حفاظت‌شده عمومی، بومی و خصوصی بر روی زمین و آب‌های داخلی» خواهد بود. ایالت‌ها، سرزمین‌ها و دولت فدرال قوانینی را برای ایجاد و حفاظت از زمین‌های خصوصی «به‌طور دائم» تصویب کرده‌اند. علاوه بر این، آنها سازوکارهایی را برای تأمین مالی حفاظت از تنوع زیستی در کوتاه‌مدت ایجاد کرده‌اند. برای مثال، به ذخیره‌گاه آبریز دو رودخانه مراجعه کنید.
یکی از نویسندگان تخمین زده است که تا سپتامبر ۲۰۱۳ تقریباً ۵۰۰۰ ملک خصوصی در استرالیا وجود داشته است که شامل حدود ۸٬۹۱۳٬۰۰۰ هکتار (۲۲٬۰۲۰٬۰۰۰ جریب فرنگی) می‌شود که می‌توان آنها را مناطق حفاظت‌شده خصوصی در نظر گرفت.

## کشورهای مشترک المنافع
زمین‌های حفاظت‌شده خصوصی که بخشی از سیستم ذخایر ملی هستند، باید معیارهای خاصی را برآورده کنند:
- این زمین باید برای همیشه حفظ شود و یک سازوکار قانونی، حفاظت از آن را تضمین کند.
- زمین باید معیارهای علمی خاصی را برای بهبود شبکه منطقه حفاظت‌شده برآورده کند.
- زمین باید تحت یکی از شش دسته مدیریتی IUCN مدیریت شود.

چنین زمین‌هایی بودجه دولت استرالیا را جذب می‌کنند که به مدیریت آنها طبق دستورالعمل‌های مختلف کمک می‌کند.

### مثال‌ها
مناطق حفاظت‌شده خصوصی تحت سیستم ذخایر ملی:
- پناهگاه مورنینگتون: سازمان حفاظت از حیات وحش استرالیا، منطقه‌ای به مساحت ۳۱۲۰۰ هکتار، در حوزه آبریز بالایی رودخانه فیتزروی و بخش‌هایی از رشته‌کوه‌های وونامین میلیوندی. این منطقه توسط سازمان حفاظت از حیات وحش استرالیا خریداری شده و به عنوان یک پارک ملی در رده II اتحادیه بین‌المللی حفاظت از طبیعت (IUCN) مدیریت می‌شود. پناهگاه مورنینگتون را بخوانید.
- ذخیره‌گاه بوش فمیلی، منطقه‌ای به مساحت ۲۵۵ هکتار از جنگل‌های چمنی در ایست گیپس‌لند، ویکتوریا، که به عنوان یک منطقه رده چهارم IUCN (منطقه زیستگاه یا مدیریت گونه) مدیریت می‌شود.

## نیو ساوت ولز
در سال ۲۰۱۸، ۳٫۹ درصد از زمین‌های خصوصی در نیو ساوت ولز برای حفاظت مدیریت شدند.
طبق قانون حفاظت از تنوع زیستی، قراردادهای حفاظت از زمین‌های خصوصی که از زمین‌های خصوصی «به‌طور دائم» محافظت می‌کنند، تنظیم و ثبت می‌شوند. سازمان حفاظت از تنوع زیستی، فهرست عمومی از توافق‌نامه‌ها را نگهداری می‌کند، که سه نوع هستند: توافق‌نامه‌های حفاظتی بخش‌های ۵٫۲۰–۵٫۲۶ از، توافق‌نامه‌های پناهگاه حیات وحش بخش‌های ۵٫۲۷–۵٫۳۳، و توافق‌نامه‌های نظارت بر تنوع زیستی بخش‌های ۵٫۵–۵٫۱۹.
توافق‌نامه‌های تنوع زیستی «دائمی» هستند، اما وزیر که این قانون را اجرا می‌کند می‌تواند آنها را فسخ کند تا اجازه استخراج معادن داده شود. بخش‌های ۵٫۱۸، ۵٫۱۹ به‌طور مشابه، یک توافقنامه حفاظت از منابع طبیعی می‌تواند با یا بدون توافق همه طرفین توافقنامه حفاظت از منابع طبیعی فسخ شود بخش ۵٫۲۳ در واقع، انواع توافقات ممکن است به خواست وزیر و به نفع معدن و بدون توافق مالکان زمین فسخ شوند. (بخش‌های ۵٫۲۳، ۵٫۳۰) با توجه به این موضوع، در رابطه با توافق‌نامه‌های مربوط به حیات وحش، قانون بیان می‌کند (بخش ۵٫۳۳): هیچ موردی در این بخش وجود ندارد.
توافق‌نامه‌های نظارت بر تنوع زیستی، توافق‌نامه‌های «دائمی» هستند و در سند مالکیت ثبت می‌شوند. چنین مکان‌هایی «اعتبار تنوع زیستی» ایجاد می‌کنند که می‌توان آن‌ها را برای جبران اثرات توسعه در جاهای دیگر فروخت. توافق‌نامه‌های حفاظت، پیمان‌هایی در مورد مالکیت ملک هستند و ممکن است دائمی یا برای مدت زمان مشخصی باشند و در برخی موارد، هزینه‌های مدیریتی را برای صاحب زمین جذب می‌کنند. توافق‌نامه‌های پناهگاه حیات وحش، توافق‌نامه‌های «دائمی» هستند که می‌توانند در هر زمانی توسط مالک زمین لغو شوند. فهرست کاملی از توافق‌نامه‌ها در دسترس عموم است.

## ویکتوریا
در سال ۱۹۷۲، پارلمان ویکتوریا قانون حفاظت از محیط زیست ویکتوریا ۱۹۷۲ را تصویب کرد، که بنیاد طبیعت ویکتوریا را تأسیس کرد، که مناطقی را در ایالت که «از نظر اکولوژیکی مهم یا دارای منافع طبیعی یا زیبایی یا اهمیت علمی هستند و به منظور تشویق و کمک به حفظ حیات وحش و گیاهان بومی» حفظ و نگهداری می‌کنند، به دست می‌آورد. نقش اصلی این بنیاد، مذاکره با مالکان خصوصی زمین‌هایی است که ارزش حفاظت دارند، تا قراردادهایی در مورد زمین برای حفاظت از مناطق ایجاد شود.
از سال ۱۹۷۸، سازمان «تراست فور نیچر» بیش از ۱۳۸۰ قرارداد را در بیش از ۶۲۰۰۰ هکتار زمین منعقد کرده است.

### مثال‌ها
1. اکنون بیش از ۱۵٫۳۱ هکتار از منطقهٔ وومبات گالی در کشور تاونگورونگ تحت حفاظت پیمان‌نامهٔ حفاظتی قرار دارد.
2. پیمان جدیدی بر سر زمین‌های نزدیک چیلترن، که شامل چندین جامعه زیست‌محیطی و تعدادی از گونه‌های در معرض خطر انقراض است: جغد پارس‌کن، بزمجه توری و یک نوع نادر از غوک‌ها به نام کوراوانگ.
3. یک پیمان جدید بیش از ۱۴۶ هکتار از زمینی به مساحت ۲۰۸ هکتار در نزدیکی رودخانه جنوا، زیستگاه پوتوروی دماغ دراز، کاکادوی سیاه براق و طوطی خاکستری ساحلی و تعدادی از جنگل‌های مختلف را محافظت می‌کند. این پیمان از طریق پروژه جنگل‌های شرقیِ «تراست برای املاک طبیعت» مذاکره شد.
4. ملکی در استیلز کریک با ارزش حفاظتی بالا به سازمان خیریه اهدا شد. این زمین فروخته خواهد شد و تحت یک پیمان حفاظتی قرار خواهد گرفت و درآمد حاصل از آن برای پیشبرد کار استفاده خواهد شد .

## تاسمانی
در تاسمانی، ابزاری که زمین به وسیله آن به مالکیت عمومی درمی‌آید، قانون حفاظت از طبیعت مصوب ۲۰۰۲ است. این قانون شرح می‌دهد که کدام زمین‌ها می‌توانند پیمان حفاظت داشته باشند، چگونه باید این کار انجام شود و چگونه باید به مالکان زمین غرامت پرداخت شود. همانند سایر حوزه‌های قضایی، زمین باید دارای ارزش حفاظتی تلقی شود.
در سپتامبر ۲۰۱۹، ۸۸۶ زمین تعهد شده در تاسمانی وجود داشت که ۱۰۹۳۲۵ هکتار را پوشش می‌داد.
در تاسمانی، سازمان حفاظت از اراضی تاسمانی (TLC) نقشی مشابه سازمان حفاظت از محیط زیست ویکتوریا ایفا می‌کند. TLC یک سازمان غیرانتفاعی است که «با خرید و مدیریت زمین‌های خصوصی در تاسمانی، از عموم مردم برای حفاظت از مکان‌های غیرقابل جایگزین و اکوسیستم‌های نادر، کمک مالی جمع‌آوری می‌کند.» بنابراین، این سازمان مالک و مدیر ذخایر خصوصی است، با زمین‌داران برای شناسایی و حفاظت از مناطق مهم زیست‌محیطی از طریق ایجاد توافق‌نامه‌ها و میثاق‌های حفاظتی همکاری می‌کند و باز هم مانند همتای ویکتوریایی خود، از طریق خرید و فروش زمین‌هایی که حفاظت از آنها مهم است، یک صندوق گردشی دارد.

### مثال‌ها
- تپه‌های کلودون[۱۵]
- منطقه حفاظت‌شده تاندرباکس هیلز[۱۶]
- منطقه حفاظت‌شده رودخانه پروسر[۱۷]
- ذخیره‌گاه بیگ پانچ‌بول[۱۸]

## برای مطالعهٔ بیشتر
- Jennifer L. Gooden; Michael 't Sas-Rolfes (‏۱۲ اکتبر ۲۰۱۹‏). "A review of critical perspectives on private land conservation in academic literature" (PDF). Ambio (به انگلیسی). 49 (5): 1019–1034. doi:10.1007/S13280-019-01258-Y. ISSN 0044-7447. PMC 7067726. PMID 31606881. Wikidata Q90674074. {{cite journal}}: Check date values in: |publication-date= (help)نگهداری CS1: نقطه‌گذاری اضافه (link)
- James A. Fitzsimons; C Ben Carr (‏۲۳ ژوئیه ۲۰۱۴‏). "Conservation covenants on private land: issues with measuring and achieving biodiversity outcomes in Australia" (PDF). Environmental Management (به انگلیسی). 54 (3): 606–616. doi:10.1007/S00267-014-0329-4. ISSN 0364-152X. PMID 25053159. Wikidata Q35211324. {{cite journal}}: Check date values in: |publication-date= (help)نگهداری CS1: نقطه‌گذاری اضافه (link)
- Penelope Figgis; Doug Humann; Michael Looker (۲۰۰۵). "Conservation on private land in Australia" (PDF). Parks (به انگلیسی). 15 (2): 19–29. ISSN 0960-233X. Wikidata Q107257233.
- M.S. Iftekhar; J.G. Tisdell; L. Gilfedder (‏ژانویه ۲۰۱۴‏). "Private lands for biodiversity conservation: Review of conservation covenanting programs in Tasmania, Australia". Biological Conservation (به انگلیسی). 169: 176–184. doi:10.1016/J.BIOCON.2013.10.013. ISSN 0006-3207. Wikidata Q107257191. {{cite journal}}: Check date values in: |publication-date= (help)نگهداری CS1: نقطه‌گذاری اضافه (link)
- James A. Fitzsimons; C Ben Carr (‏۲۳ ژوئیه ۲۰۱۴‏). "Conservation covenants on private land: issues with measuring and achieving biodiversity outcomes in Australia" (PDF). Environmental Management (به انگلیسی). 54 (3): 606–616. doi:10.1007/S00267-014-0329-4. ISSN 0364-152X. PMID 25053159. Wikidata Q35211324. {{cite journal}}: Check date values in: |publication-date= (help)نگهداری CS1: نقطه‌گذاری اضافه (link)